# Aichelberg (powiat Göppingen)
Aichelberg – miejscowość i gmina w Niemczech, w kraju związkowym Badenia-Wirtembergia, w rejencji Stuttgart, w regionie Stuttgart, w powiecie Göppingen, wchodzi w skład związku gmin Raum Bad Boll. Leży w Jurze Szwabskiej, ok. 10 km na południe od Göppingen, przy autostradzie A8.